# Jean-François Joly de Fleury
Joly de Fleury (París, 7 de junio de 1718- París, 12 de diciembre de 1802), fue un estadista francés.

## Biografía
Descendiente de una familia de parlamentarios originaria de Borgoña, Jean-François Joly de Fleury fue relator del Consejo de Estado, intendente en Dijon (1749-1761) y, posteriormente, consejero de estado.
Era hijo de Guillaume-François Joly de Fleury, procurador general del Parlamento de París y de Marie Francoise Le Maistre. Sus hermanos fueron Guillaume-François-Louis Joly de Fleury (1710-1787), que sucedió a su padre en su cargo de procurador general, y Joseph Omer Joly de Fleury, conocido por su injusta persecución de Lally Tollendal, condé de Lally por cargos de traición.

## Vida pública
En 1765, forma parte de la comisión de consejeros de estado encargada por Luis XV de preparar la reacción real contra las revueltas parlamentarias. Contribuyó a la redacción del llamado Discurso de la flagelación que se encargó de leer ante las cámaras del Parlamento de París, el 3 de marzo de 1766, en presencia del rey. Es escribano forense de la Orden del Santo Espíritu (15 al 16 de septiembre de 1774). 
Fue elegido por Maurepas para suceder a Jacques Necker, siendo nombrado inspector general de Finanzas -equivalente a ministro de Finanzas- por Luis XVI el 21 de mayo de 1781. Este nombramiento provocó enseguida críticas vehementes. Se burlaban del temperamento dubitativo del nuevo ministro, y mostraban su sorpresa por la elección de una persona procedente de una familia conocida por su oposición a la Ilustración. En realidad, se esperaba que debido a sus apoyos familiares entre los medios parlamentarios, pudiese convencer a la oposición de realizar una reforma financiera de importancia.
Joly de Fleury puso punto final a algunas reformas emprendidas por Necker, suprimiendo las asambleas provinciales creadas por éste. Recurrió a la práctica tradicional de venta cargos. Sin embargo, utilizó su apoyo parlamentario para pergeñar medidas valientes e impopulares como el aumento de los impuestos indirectos -agosto de 1781- y la creación del tercer vingtième -un impuesto sobre la renta-. Como contrapartida, derogó las inspecciones de pago del vingtième y aprobó la exención en el pago del impuesto a aquellas rentas provenientes de los oficios y de la industria.
Ante la perentoria necesidad de dinero, pide un empréstito por 273 millones de libras. En el mes de enero de 1782, el emite un empréstito por 70 millones en rentas vitalicias con notable éxito pero fracasó en la emisión de otro empréstito posterior por valor de 150 millones de libras pidiendo en tres ocasiones (una en mayo y dos en noviembre de 1782) su dimisión, que fue rechazada. Para conseguir ingresos adicionales, decidió restablecer la venta de cargos, suprimida por Necker, Turgot y el abad Terray (octubre de 1781).
Asimismo, se esforzó por reducir el gasto y, en consecuencia, fue duramente criticado por otros ministros, en especial por el secretario de Estado de la Marina, el marqués de Castries y por el secretario de Estado de Guerra, el marqués de Ségur, quien rechazó reducir los gastos de su departamento a pesar de la finalización de la Guerra de la Independencia.
A modo de justificación, Joly de Fleury reveló la cuantía del déficit -80 millones- que en el Informe al rey, sobre el presupuesto del Estado para 1781, había sido manipulado. La reacción furibunda que a estas revelaciones siguió, donde se ponía en duda la veracidad de sus asertos, e incluso se acusaba a Joly de Fleury de ser el causante de este déficit, provocaron su dimisión el 29 de marzo de 1783.
Tras su renuncia continuó en el Consejo del rey, del cual llegaría a ser el decano cuando comenzó la Revolución francesa. Todavía en noviembre de 1788 sería llamado por Necker para participar en los trabajos de la segunda asamblea de notables. Al comenzar la Revolución francesa decidió permanecer en Francia sin ser molestado por ello. Murió en 1802.